# Sergej Adamovič Kovaljov
Sergej Adamovič Kovaljov (Сергей Адамович Ковалёв; 2. března 1930, Seredyna-Buda, Sumská oblast, Ukrajina – 9. srpna 2021) byl ruský vědec, politik, aktivista v oblasti lidských práv, bývalý disident a politických vězeň v době Sovětského svazu.
Vystudoval Moskevskou státní univerzitu a pracoval jako biofyzik v Institutu teoretické a experimentální biofyziky Ruské akademie věd. 
V roce 1968 uvítal proces reforem v Československu a v roce 1969 pomáhal zakládat Iniciativní skupinu pro ochranu lidských práv v SSSR (Инициати́вная гру́ппа по защи́те прав челове́ка в СССР). Přispíval do samizdatového časopisu Kronika současných událostí.
V roce 1970 byl propuštěn z laboratoře, v roce 1974 zatčen a za své příspěvky do Kroniky odsouzen za protisovětskou agitaci a propagandu k 7 rokům vězení a ke třem letům vyhnanství na Sibiři.
V roce 1990 byl zvolen poslancem a v letech 1990 až 1994 vedl ruskou delegaci v Komisi OSN pro lidská práva v Ženevě. Působil také v hnutí Memorial. Poslancem byl až do roku 2003, v letech 1994 až 2001 byl členem strany Demokratická volba Ruska, kterou také spoluzaložil. Vedl parlamentní komisi, která měla vyšetřovat Bombové útoky na obytné domy v Rusku v roce 1999. Kritizoval autoritářské tendence prezidentů Borise Jelcina i Vladimíra Putina. V parlamentních volbách v roce 2003 kandidoval za stranu Jabloko, do parlamentu se však nedostal, když strana získala jen 4 mandáty. V roce 2006 se stal členem této strany a byl na druhém místě její kandidátky ve volbách v roce 2007, kdy se však strana do parlamentu vůbec nedostala. 
V roce 2008 kritizoval ruskou invazi do Gruzie, v roce 2010 podepsal manifest protiputinovské opozice Putin musí odejít. Kritizoval také anexi Krymu a ruskou podporu separatistické Doněcké a Luhanské republiky.
V roce 1994 se stal první nositelem ceny Homo Homini udělované Člověkem v tísni. V roce 2003 byl vyznamenán Řádem Tomáše Garrigua Masaryka II. třídy. V roce 2009 mu byla společně s dalšími představiteli hnutí Memorial udělena Sacharovova cena za svobodu myšlení.